# Верхояно-Чукотська складчаста область
Верхояно-Чукотська складчаста область — область мезозойської складчастості на стику Тихоокеанського та Арктичного геосинклінальних поясів. Включає територію Східного Сибіру на схід від рр. Лена і Алдан до Корякського нагір'я і узбережжя Охотського моря. Від Сибірської платформи відділена глибоким Передверхоянським крайовим прогином і системою розломів. Велика частина території характеризується гірським рельєфом. На заході Верхояно-Чукотської складчатої області хребти Верхоянський, Сетте-Дабан, Черського, Момський, Тас-Кистабит і інші мають субмеридіональне або північно-західне простягання, на північному сході — Південно-Анюйський, Північно-Анюйський, Олойський, Чукотський — суб-широтне простягання. Центр та північні частини території зайняті Індігіро-Колимською та Яно-Індігірською низовинами. У геологічному плані Верхояно-Чукотської складчатої області виділяється декілька різновидів структурних комплексів: архей — нижньопротерозойський метаморфічний; ріфей — нижньопалеозойський осадовий; середньокам'яновугільний — пермський, тріасовий, нижньосередньоюрський — головний геосинклінальний комплекс, власне верхоянський. Нижню частину розрізу складають антиклінорії (Верхоянський, Чукотський, Анюйський), а верхню — синклінорії (Іньялі-Дебінський та ін.). Моласові товщі верхньої юри — нижньої крейди виповнюють западини орогенного етапу — крайовий прогин, міжгірські западини, рифтові структури. У внутрішнії зонах поширені середні і кислі вулканічні гірські породи, з якими пов'язані родовища кам'яного вугілля. Кайнозойські відклади поблизу північного узбережжя складають платформний чохол. Гранітний магматизм пов'язаний з орогенним етапом (пізня юра — рання крейда) і з етапом формування околичного вулканічного поясу (пізня крейда). З ними асоціюють родовища руд олова, золота, ртуті, поліметалів.